# Fredrik Franson
Fredrik Franson, född 17 juni 1852 i Nora, död 2 augusti 1908 i USA, var en svensk-amerikansk väckelsepredikant inom helgelserörelsen.
Franson var påverkad av religiösa väckelser i sin hemtrakt, då han 1869 utvandrade till Nebraska, där han anslöt sig till ett baptistsamfund. 1875 kom han i kontakt med Dwight Lyman Moody, och ingick i dennes församling i Chicago och började i sin predikoverksamhet tillämpa väckelsemetoder som t.ex botbänk, där människor kunde bevisligen bli botade från sjukdomar genom förbön. Sedan Franson en tid verkat bland mormonerna i Utah och i skilda delar av USA grunda så kallade fria församlingar, vars enda samfundsordning skulle utgöras av Nya Testamentet, återvände han till Sverige 1881. Här samlade han stora skaror till sina väckelsemöten, ofta under stort motstånd från såväl statskyrkan som från de frikyrkliga. Särskilt efter ett misslyckat utsändande av svenska missionärer till Kina på 1890-talet fick han röna stor ovilja i Sverige. Sin predikoverksamhet utsträckte han efter hand under resor i hela välden. Han utgav från sina resor 1889 Reseskildringar öfver... resa genom Italien, Egypten, Palestina, Syrien, Mindre Asien, europeiska Turkiet samt Ryssland. Det utmärkande för Fransons förkunnelse var den apokalyptiska inställningen i väntan på Jesu snara återkomst. I Himlauret (1897) försökte han bestämma tiden för densamma. Vid av Franson anordnade bibelkurser utbildades väckelsepredikanter, och även kvinnor fick verka som sådana. Angående frågan om kvinnliga predikanter utgav han Profeterande döttrar (1897). I samband med Fransons verksamhet i hednamissionen togs initiativet till Skandinaviska alliansmissionen och nuvarande Svenska alliansmissionen. Franson hade även inflytande på Helgelseförbundet i Sverige. Han har på grund av sin omedelbara, av läro- och samfundsskiljaktigheter oberörda fromhet och oegennytta blivit kallad "en svensk Franciskus-typ".